# 2012年1月逝世人物列表
2012年逝世人物列表：1月 - 2月 - 3月 - 4月 - 5月 - 6月 - 7月 - 8月 - 9月 - 10月 - 11月 - 12月
2012年1月逝世人物列表，是用于汇总2012年1月期间逝世人物的列表。

## 依日期排序

### 1日
- 雅法·雅克尼（英语：Yafa Yarkoni），86岁，以色列著名歌手[1]。
- 豪尔赫·安德烈斯·马丁内斯（英语：Jorge Andrés Boero），阿根廷摩托车比赛选手，在达喀尔拉力赛中因事故丧生[2]。

### 2日
- 霍秀貞，44歲，台灣藝人，前小象隊成員[3]。

### 3日
- 鳳飛飛，58歲，台灣歌手，因肺癌於香港病逝。其死訊直到2月中旬才為外界所知，震驚華人演藝界[4][5]

### 4日
- 王篤學，76歲，中國時報前社長，因中風引發腎衰竭、敗血症病逝[6]。

### 5日
- 林芷瀅（22歲）、朱立婕（24歲），2012年東京台灣女學生命案遇害者，被發現在草拑日語學校學生宿舍遇害。

### 6日
- 卓勝利，62歲，台灣資深藝人[7][8]。

### 8日
- 亞歷克西·魏森伯格，82歲，出生於保加利亞的法籍鋼琴家[9]。
- 黄苗子，100岁，著名漫画家、书法家、美术史[10]。

### 9日
- 马拉姆·巴卡伊·萨尼亚，64岁，几内亚比绍总统[11]。
- 張志揚，31歲，2012年東京台灣女學生命案命案嫌疑犯[12]。

### 10日
- 格沃爾克·瓦爾塔尼揚，87歲，前蘇聯特工，於1943年成功阻止納粹德國欲暗殺史達林、小羅斯福及邱吉爾三巨頭的計畫。[13]
- 蘇少棠，85歲，香港粵劇演員[14]。

### 11日
- 何瑞達，55歲，台灣電影製作人[15][16]。
- 穆斯塔法·艾哈邁迪-羅尚（拉丁轉寫：Mostafa Ahmadi-Roshan），32歲，伊朗核子學家，被汽車炸彈襲擊身亡[17]。
- 吉爾·雅基耶（法語：Gilles Jacquier），43歲，法國電視二台（France 2）記者，在敘利亞第三大城霍姆斯遇襲身亡[18][19]。

### 13日
- 米利安·米尔哈尼奇（英语：Miljan Miljanić），81岁，前南斯拉夫足球名宿，曾执教贝尔格莱德红星队、西班牙皇家马德里队、南斯拉夫国家队[20]。

### 14日
- 何禮文爵士夫人（Lady Holmes），91歲，英國及香港植物插畫家，前任香港華民政務司何禮文爵士遺孀[21]。
- 盧會亭，84歲，中華民國立法委員盧秀燕、知名電視新聞主播盧秀芳的父親[22]。

### 17日
- 蔡崇輝，51歲，台鐵太魯閣號列車司機，因公殉職[23][24]。

### 18日
- 吳志淵，102歲，湖南省人大常委會原副主任、黨組成員（省長級待遇）[25]。
- 山木道廣（山木 道広），78歲，日本企業家、攝影器材製造商適馬（SIGMA）的創辦人暨董事長[26]。

### 19日
- 許中信，37歲，香港滑水運動員，死於車禍[27]。

### 20日
- 伊特·珍，73歲，美國藍調歌手，灵歌天后，摇滚名人堂成员，曾三次获得格莱美奖。死於白血病併發症[28]。
- 淩元，94歲，原名張敏，中國大陸電影演員，知名作品有《平原遊擊隊》、《錦上添花》、《黑三角》等[29]。

### 21日
- 湯曉丹，102歲，中國大陸電影導演，知名作品有《渡江偵察記》等[30]。
- 石岡瑛子（石岡 瑛子），73歲，日本視覺藝術家、電影服裝設計師，於1992年獲奧斯卡最佳服裝設計獎[31]。
- 袁机，89岁，中国画家[32]。
- 刘恒椽，82岁，中国化学家[33]。

### 22日
- 喬·帕特諾，85歲，曾任美國賓州州立大學美式足球隊總教練達46年[34]。

### 23日
- 郭雪湖，104歲，台灣畫家，與林玉山、陳進於1927年並列「台展三少年」[35]。
- 梁小冬，52歲，中國舉重隊教練[36]。

### 24日
- 泰奧·安哲羅普洛斯，希臘電影導演，車禍身亡[37]。
- 阮品強，69歲，香港中西區區議員（1986─2011年），民主黨創黨人之一[38]。
- 吳家錄，85歲，新光金控副董事長，病逝於台大醫院[39]。

### 26日
- 曾水源，64歲，第十七屆基隆市議會副議長，因癌症病逝[40]。

### 27日
- 許家誠，9歲，抗癌小鬥士「豆豆」，因多重器官衰竭病逝[41]。
- 黃治中，74歲，美國紐約市公立學校首位華人校長[42]。
- 陈传熙，96岁，中国著名指挥家，上海电影乐团指挥[43]。

### 28日
- 范森雄，56歲，台灣黎明技術學院電機所副教授，1月14日在台北市遭掉落的警用拒馬撞擊重傷，傷重逝世[44]。
- 宋子衡，72歲，馬華小說家[45]。

### 29日
- 奧斯卡·路易吉·斯卡爾法羅，93歲，前義大利總統[46]。
- 钱燕文，89岁，中国鸟类学家[47]。

### 30日
- 脫志賢，81歲，中華回教博愛社主席、香港選舉委員會委員[48]。
- 曾鼎煌，81歲，台灣美利達自行車集團創辦人，因病辭世[49]。
- 陳哲雄，60歲，中華民國國防部參事空軍中將，曾任前總統陳水扁的最後一任侍衛長，大腸癌病逝[50]。
- 王士雯，79岁，中国工程院院士，医学家[51]。